# فهرست دانشنامه‌های آزاد فارسی
امروزه بر روی شبکه جهانی اینترنت تعداد اندکی دانشنامه آزاد اینترنتی به زبان فارسی وجود دارد. دانشنامه‌های آزاد فارسی از دیدگاه موضوع به دو دسته عمومی و تخصصی تقسیم می‌شوند.

## توسعه نرم‌افزاری
برای توسعه و مدیریت دانشنامه‌های آزاد فارسی بر روی شبکه جهانی اینترنت از دو روش معمول استفاده می‌شود:
۱- با استفاده از «سامانه مدیریت محتوا» - در این روش برای توسعه و مدیریت دانشنامه از یک «سامانه مدیریت محتوا» استفاده می‌شود. مهم‌ترین سامانه‌ای که از آن برای توسعه و مدیریت دانشنامه‌های فارسی استفاده می‌گردد، «مدیاویکی» محصولی از بنیاد «ویکی‌مدیا» است. دانشنامه‌هایی را که به وسیلهٔ «مدیاویکی» تولید می‌شوند، معمولاً به اختصار «ویکی» می‌نامند.
برای نمونه، دانشنامه آزاد «ویکی‌پدیای فارسی» با روش فوق تولید می‌شود.
۲- با استفاده از «زبان برنامه‌نویسی وب» - در این روش برای توسعه و مدیریت دانشنامه با استفاده از یک یا چند زبان برنامه‌نویسی وب، یک «نرم‌افزار برخط اختصاصی» برای آن دانشنامه تولید می‌شود و توسعه و مدیریت دانشنامه به وسیله نرم‌افزار فوق صورت می‌گیرد.

## فهرست دانشنامه‌های آزاد و عمومی فارسی
- ویکی‌پدیای فارسی - بزرگ‌ترین دانشنامه آزاد فارسی
- ویکیدا - بزرگ‌ترین دانشنامه عمومی ایرانی

## فهرست دانشنامه‌های آزاد و تخصصی فارسی
- ویکیسا موتور جستجوی دانشنامه پارسی زبان با بیش از 1400 مقاله
- ویکی‌نور دانشنامه‌ای تخصصی با موضوع کتاب‌شناسی، و زندگی‌نامه‌ می‌باشد.
- ویکی‌فقه؛ یک دانشنامه اینترنتی آزاد با موضوع فقه، اصول و علوم حوزوی است[۱][۲] که با همکاری افراد داوطلب و طلاب قم، مشهد، نجف و سایر حوزه‌های علمیه[۳] در حوزه فقه و اصول تدوین می‌شود.[۴][۵][۶] این دانشنامه به زبان فارسی است ولی توسعهٔ نسخه‌های عربی و انگلیسی نیز در نظر گرفته‌شده‌است.[۲] به تازگی انتشار دروس حوزوی به صورت آنلاین از طریق ویکی‌فقه امکان‌پذیر شده‌است.[۷]
- اسلام‌پدیا: یک دانشنامهٔ آزاد اینترنتی که توسط مؤسسه علمی تحقیقاتی رواق حکمت زیر نظر مهدی هادوی تهرانی منتشر می‌شود.[۸]
- ویکی شیعه دانشنامه‌ای اینترنتی در حوزه تشیع، وابسته به مجمع جهانی اهل بیت که از خرداد سال ۱۳۹۲ هجری شمسی در قم شروع به فعالیت کرده‌است.[۹]
- دانشنامه اسلامی دانشنامه اسلامی پایگاهی است که به تبيين و توضيح موضوعات مطرح اسلامی، وقايع تاريخ اسلام، شخصيت‌های اسلامی، اصطلاحات اسلامی و ... با رویکرد شیعه اثنی عشری می‌پردازد.
- دانشنامه ویکی حسین این دانشنامه برای موضوعات مرتبط با امام حسین (ع) ایجاد شده است.